# Quatre oïrats

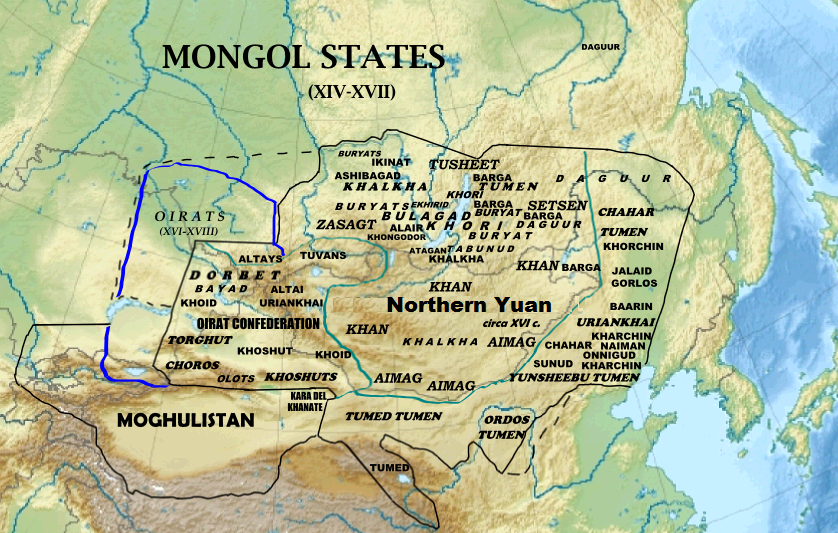
Mongolie au XVIe siècle

Les Quatre oïrats (Mongol bitchig : ᠳᠥᠷᠪᠡᠨ
ᠣᠶᠢᠷᠠᠳ, cyrillique : дөрвөн Ойрад, translittération MNS : Dörvön oirad), également dénommés Alliance des quatre Oïrat ou Confédération oïrat, qui dura de 1399 à 1634, fut une confédération d'oïrats, qui marqua l’ascension des mongols occidentaux dans l'histoire mongole et se réfèrent aux quatre maisons aristocratiques à leur tête que sont les Tchoros, les Torguts, les Dörbets et les Khoids.